# 利光國夫
利光 國夫(としみつ くにお、1938年3月17日 - ）は、日本の経営者。小田急電鉄代表取締役会長兼グループCEO、小田急百貨店社長、会長を務めた。東京都出身。

## 経歴
1961年に慶應義塾大学経済学部を卒業し、1967年8月に小田急電鉄に入社。1989年6月に取締役に就任し、1993年6月に常務、1997年6月に専務を経て、2001年6月に副社長に就任した。その一方で、1997年5月に小田急百貨店社長に就任し、2001年3月には小田急百貨店会長に就任。2003年6月27日には小田急電鉄代表取締役会長兼グループCEOに就任したが、2005年6月、有価証券報告書の虚偽記載問題の責任を取り小田急電鉄代表取締役会長兼グループCEOと小田急百貨店会長を辞任。